# Chenicourt
Chenicourt ist eine französische Gemeinde mit 214 Einwohnern (Stand: 1. Januar 2022) im Département Meurthe-et-Moselle in der Region Grand Est (bis 2015 Lothringen). Die Gemeinde gehört zum Arrondissement Nancy und zum Kanton Entre Seille et Meurthe.

## Lage
Chenicourt liegt etwa 21 Kilometer nordnordöstlich von Nancy an der Seille, die die Gemeinde im Osten begrenzt. Umgeben wird Chenicourt von den Nachbargemeinden Létricourt im Norden und Nordosten, Aulnois-sur-Seille im Osten, Ajoncourt im Südosten und Süden, Arraye-et-Han im Süden sowie Jeandelaincourt im Südwesten und Westen.

## Bevölkerungsentwicklung
| Jahr                       | 1962 | 1968 | 1975 | 1982 | 1990 | 1999 | 2006 | 2019 |
| Einwohner                  | 157  | 152  | 158  | 133  | 180  | 191  | 216  | 221  |
| Quellen: Cassini und INSEE |      |      |      |      |      |      |      |      |

## Sehenswürdigkeiten
- Kirche Saint-Jean-Baptiste, ab 1918 wieder errichtet

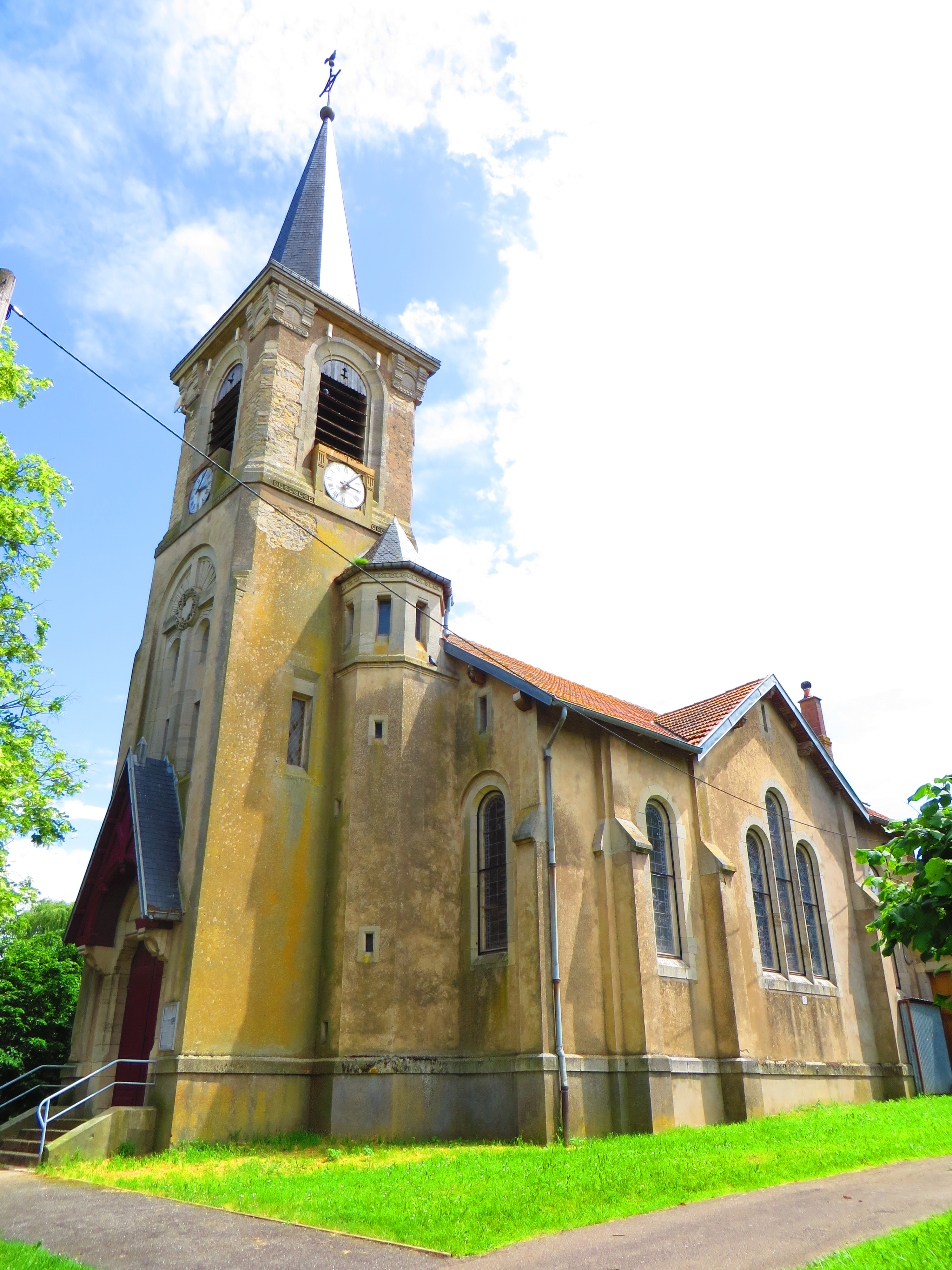
Kirche Saint-Jean-Baptiste